# Багреница
Багреницата, наричана също и Порфира (на гръцки: κοκκϊνοξ), е тържествена пурпурна връхна дреха тип мантия. Тя е официален атрибут на царстващите властващи и символизира предимно светската върховна власт. 
Цветът на мантията е много показателен. По него може да се преценява йерархичният ранг на височайшата особа. Пурпурният цвят, символизиращ върховната власт, е строго специфичен и през античността се извлича само от финикийците, откъдето иде и името на тази страна като „Финикия“ (на гръцки: φοῖνιξ). Специфичният царски цвят се добива само от един от видовете морски охлюви по финикийското крайбрежие – Murex brandaris.
Египетските папируси, както и Плиний Стари съобщават, че основни производители на пурпурно багрило били Тир и Сидон, а суровината се търгувала изключително скъпо и била по възможностите само на царски особи.
Според Новия завет Исус Христос е изкаран пред йерусалимската тълпа в багреница според местния обичай, и той държал наместо фараонския скиптър – стебло от тръстика, като бил според римския обичай наместо с лавров венец – с венец от тръни. Не бил припознат от юдеите като достоен за трона на Давид и Соломон:
| „ | Тогава Иисус излезе вън с трънения венец и в багреница. И рече им Пилат: ето Човекът! | “ |

 (Йоан 19:5)
В християнството цвета на багреницата символизира невинната кръв на Христос. На Изток по цезаропапистка традиция в него се облича светският суверен на църквата – царят и императорът, а на Запад белият цвят на робата под пурпурното наметало на Папата символизира невинност и милосърдие. 